# Bradford
Bradford je centrem metropolitního distriktu City of Bradford v hrabství West Yorkshire. Žije zde 546 976 obyvatel, celý distrikt má přes 485 000 obyvatel. Spolu s předměstími se tak jedná o v pořadí 11. největší obvod Anglie. V roce 2025 nese Bradford titul anglického města kultury, UK City of Culture.

## Historie
Název Bradford je odvozen od slovního spojení broad ford – široký brod poblíž Bradfordské katedrály kolem níž, v době před vpádem Normanů, vznikla osada. Brod vedl přes potok Bradford Beck.
Bradford byl dlouhou dobu centrem vlnařského průmyslu oblasti Západního Riddingu. Byl jedním z měst jejichž rozvoj byl výrazně ovlivněn průmyslovou revolucí. Textilní dílny byly ve městě zakládány od 13. století, rozvojem k manufakturní výrobě prošly od počátku 17. století. Světoznámými se staly až s přechodem ke strojní průmyslové výrobě v 19. století. Vlna byla dovážena ve velkém množství z venkova tohoto hrabství. Zpracovávala se především při výrobě sukna z česané příze, na kterou byl Bradford specializován, později také k šití konfekčních oděvů.
Přírodní bohatství hrabství západní Yorkshire představovala především železná ruda, uhlí a ve spojení s vodou byly využívány pro čištění a zpracování vlny a pro zásobování energií, kterou tato výroba potřebovala. Bradfordský pískovec byl používán na stavbu místních továren a velký počet obyvatel západního Yorkshiru vytvářel zásobárnu pracovní síly.
Pro podporu textilní výroby vznikaly ve městě průmyslové továrny na výrobu textilních strojů, a to vedlo k diverzifikaci průmyslových odvětví oblasti. V Bradfordu tak například existovala továrna na výrobu motorů Jowett Motor Company. K poklesu textilní výroby docházelo již od 90. let 19. století, totální zhroucení textilního průmyslu zavinil rozvoj asijských trhů od 80. let 20. století. V poslední době dochází ve městě alespoň k částečnému oživení ekonomiky. Na rozdíl od minulosti na významu nabývají sektory moderní technologie, strojírenství, vzdělávací a finanční.
Největší továrnou z období rozvoje textilního průmyslu je Lister's Mill, která již není využívána pro textilní výrobu, její komín je dominantou viditelnou z velké části Bradfordu. Další je Salt's Mill, velká továrna, která je v současnosti sídlem společností moderní technologie, obchodů moderního designu a galerie. Je centrem Saltaire, oblasti vymezené jako místa světového dědictví, vzdálené asi 5 km na sever od centra Bradfordu.
Již od doby před průmyslovou revolucí do města přicházeli mnozí imigranti. V současnosti se tento trend ještě znásobil, obyvatelstvo Bradfordu je multikulturní se stále rostoucí arabskou komunitou. To se odráží v různorodosti staveb. Na počátku 19. století byly stavěny nekonformní kaple a od počátku 20. století se objevují mešity. Etnická různorodost a nepřizpůsobivost obyvatel občas vyústila v konflikty. V lednu 1989 byly veřejně spáleny výtisky knihy Satanské verše Salmana Rushdieho a muslimská komunita vedla kampaň proti vydávání této knihy ve Velké Británii. Další podobné nepokoje vypukly v červnu 2001 (Bradford Riot).
Bradford byl také jedním z kandidátů na ocenění Evropské město kultury roku 2008. I když nakonec zvítězil Liverpool, účast v této soutěži vyústila ve zvýšení sebedůvěry a podpory různých kulturních aktivit.

## Geografie
Na rozdíl od jiných velkých měst není Bradford postaven v blízkosti větší řeky. Brod, po kterém město získalo jméno (Broad Ford), vedl přes potok nazývaný Bradford Beck. Tento potok pramení v Peninských vršcích na západ od města a vtékají do něho například další malé přítoky – Horton Beck, Westbrook, Bowling Beck a Eastbrook. V místě kde býval brod, nedaleko od Bradfordské katedrály, potok mění svůj tok na sever a směřuje k řece Aire. Potok protéká většinu města pod povrchem.
Pro údolí, ve kterém se nachází město, se používá pojmenování Bradfordale

## Ekonomika a průmysl
Dominance Bradfordu v textilním průmyslu je již historií, ale nízká úroveň mezd a podpora vzdělání vytváří ekonomické podmínky pro některá odvětví – finanční sektor (Yorkshire Building Society, Bradford & Bingley, Abbey/Grupo Santander, Provident Financial), maloobchod (Morrison's supermarkets, Grattan Mail Order), elektroniku (Pace Micro, Filtronic, NG Bailey) a zpracovatelský průmysl (Denso Marston, CIBA Chemicals).

## Správa
Bradford byl vyčleněn jako municipální distrikt roku 1847 a zahrnoval obce Bradford, Horton a Manningham. Městem s právy hrabství se stalo po správní reformě roku 1888. Distrikt obdržel status města roku 1897. Roku 1882 byly do Bradfordu začleněny obce Bolton, Bowling, Heaton, Thornbury a Tyersall. Další expanze roku 1899 zahrnovala North Bierley, Eccleshill, Idle, Thornton, Tong a Wyke. Clayton byl připojen roku 1930.
Správní reforma z roku 1972 spojila město s distriktem Keighley, Baildonem, Bingley, Denholme,Cullingworthem, Ilkley, Shipley a Silsden, spolu s částí Queensbury and Shelf a částí Skipton Rural District. Jedním z důsledků těchto rozšíření je, že v radě distriktu neexistuje zřejmá převaha jedné politické strany.

## Kultura

### Architektura
Nejstarší budovou ve městě je Bradfordská katedrála, jejíž počátky jsou spojovány s misiemi a obdobím po dobytí Anglie Normany v roce 1066. Ač názvem katedrála, zůstala většinou pouze farním kostelem. Tato trojlodní bazilika byla zbudována z místního pískovce, ale v dnešní podobě pochází z poloviny 19. století vystavěna v neogotickém stylu s využitím několika středověkých kamenných fragmentů s tesaným normanským ornamentem. Ze severovýchodní strany na ni navazuje někdejší luxusní čtvrť německých obchodníků, zvaná Little Germany. Většina zdejších obchodů byla přestavěna na kanceláře nebo byty.
Dále jsou pozoruhodné některé veřejné civilní stavby, především trojosá budova radnice (City Hall) s věží, na průčelí bohatě zdobená sochami britských panovníků, mezi nimiž je mj. i socha Olivera Cromwella)
Dalšími dominantami historického jádra města jsou dvě někdejší obchodní centra: Obilní bur za (Corn Exchange) a Burza vlny (Wool Exchange), adaptovaná nyní na knihkupectví. Stylem zaujme také budova divadla Alhambra (nyní již bez stálého divadelního souboru).
Industriální architektura je popsaná výše v kapitole Historie. K nejvýznamnějším technickým památkám patří Kanál, viadukt a strojní mlýn, které pozbyly své někdejší průmyslové funkce a jejich areál byl adaptován pro rezidenční a rekreační účely.
Dále se zachovala středověká stavba Bolling Hall, adaptovaná pro muzeum. Rozsáhlý viktoriánský hřbitov je situován u Undercliffe.

### Muzea a galerie

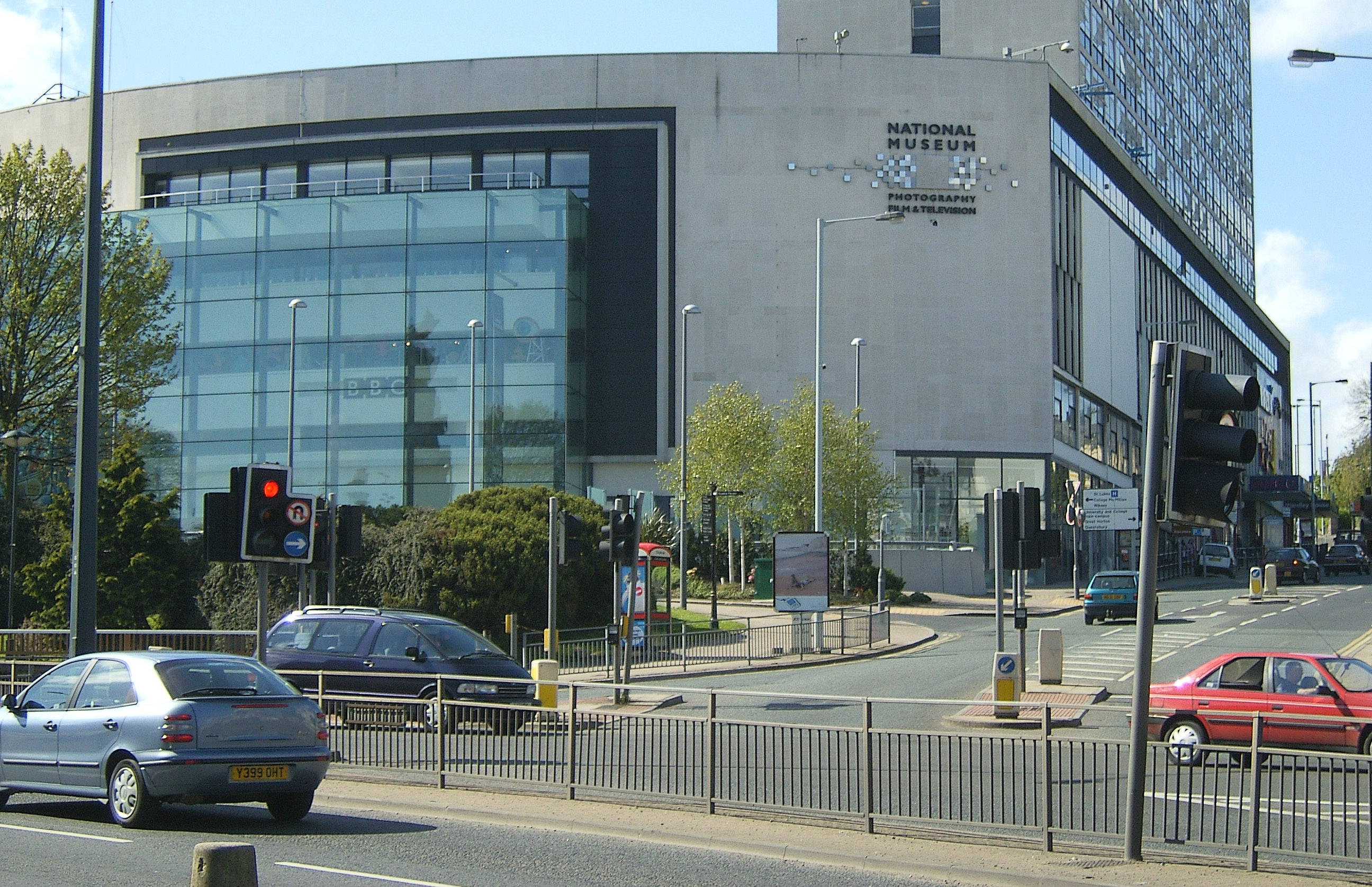
National Media Museum

V Bradfordu se nachází nejnavštěvovanější muzeum mimo Londýna – National Media Museum, které obsahuje 3 kina včetně jednoho obrovského se systémem IMAX. Hlavní Bradfordská galerie je umístěna v Cartwright Hall v Lister Parku.
Salt's Mill obsahuje největší sbírku uměleckých děl Davida Hockneye. Bradfordské průmyslové muzeum vystavuje památky průmyslové minulosti od textilií po motorová vozidla. Na použití barev v textilním průmyslu se soustřeďuje vzdělávací Bradford Colour Museum, které nemá svým zaměřením ve Velké Británii konkurenci.
V okolí města leží vesnice Thornton, ve které stojí dům se zahradou, který byl rodištěm a po krátkou dobu bydlištěm spisovatelek sester Emily a Charlotty Bronteových a jejich bratra než se přestěhovali na faru v Haworthu. Interiéry jsou přístupné a jsou zařízeny zčásti jako rekonstrukce původním nábytkem, zčásti jako muzeum.

### Festivaly
V Bradfordu je každý rok pořádáno několik festivalů. V červnu je to Bradfordský festival, v jehož rámci se koná Festival knihy a Bradford Mela, největší akce svého druhu mimo Asii. Ilkley Literature Festival, pořádaný v období září – říjen, je největší a nejprestižnějším festivalem na severu země. Ve městě se dále odehrává několik důležitých filmových akcí – Bradfordský filmový festival v březnu, Bitete Mango v září a Bradfordský festival animovaných filmů v listopadu.

### Divadlo
V Bradfordu se nacházejí čtyři divadla – Alhambra, postavené roku 1914 pro impresária Franka Ladiera, později majetek Moss Empire, rekonstruováno roku 1986 a Studio, malé divadlo sídlící ve stejné budově. Obě divadla provozuje městská rada. Theatre in the Mill je malé divadlo v Bradfordské univerzitě, které uvádí studentská představení i představení hostujících profesionálních souborů. Bradford Playhouse je soukromé divadlo, které je vybaveno jednak středně velkým sálem a také malým studiem.

### Hudba
St George's Hall je největším koncertním sálem v Bradfordu. Byla navržena společností Lockwood and Mawson a pochází z roku 1853. Častým hostem zde bývá Hallé Orchestra z Manchesteru a občas se zde konají i divadelní představení. Dalšími sály, kde se pořádají koncerty, jsou například Hudební centrum Tasmina Littleho nebo Bradfordská katedrála. Centrem jazzové hudby je Cellar Bar s jeho pravidelnými pátečními koncerty. Z Bradfordu také pochází Zayn Malik z chlapecké skupiny One Direction. Vznikla tu též hudební skupina Smokie.

### Tisk a rozhlas
Telegraph and Argus je večerník vydávaný ve městě od pondělí do soboty. Bradford byl první oblastí ve Velké Británii, kde vysílala od září roku 1975 místní soukromá rozhlasová stanice Pennine Radio. V současné době zde vysílají stanice Pulse of West Yorkshire a Pulse Classic Gold.

### Parky a zahrady
V oblasti Bradfordu se nachází 37 parků a zahrad. Lister Park s jezerem pro projížďky na loďkách a Mughalovými vodními zahradami byl zvolen nejlepším parkem Velké Británie roku 2006. V Peel Parku se každoročně koná Mela – oslava východní kultury. Nádherný Chellow Dene obsahuje dva viktoriánská jezera zasazená v pěkném lesíku. Na západ a sever od města se rozkládají pitoreskní rašeliniště – známé Ilkley Moor a slatiny v okolí Haworthu, známé pro své spojení se sestrami Bronteovými.

## Obyvatelstvo

Hustota obyvatelstva v městském obvodu Bradford ze sčítání lidu v roce 2011

Etnická změna obvodu Bradford v průběhu času

Etnický původ (sčítání v roce 2011):
- 67,5 % – běloši (63,9% bílí Britové)
- 26,8 % – Asiaté
- 1,8 % – černoši
- 2,5 % – míšenci
- 0,7 % – Arabové
- 0,8 % – ostatní

Náboženství (sčítání v roce 2011):
- 45,9 % – křesťanství
- 24,7 % – islám
- 0,9 % – hinduismus
- 1,0 % – sikhismus
- 0,2 % – buddhismus
- 0,1 % – judaismus
- 0,3 % – ostatní náboženství
- 20,7 % – bez vyznání
- 6,2 % – neuvedeno

## Náboženství
V Bradfordu a jeho okolí se nachází mnoho památek svázaných s náboženstvím, které jsou součástí národního bohatství. Existují zde sikhské a hinduistické chrámy, mešity, synagogy a mnoho křesťanských kostelů. Oblast se vyznačuje silnou tradicí podpory reformace, která se odráží v množství baptistických a metodistických kaplí.
V Bradfordské katedrále byly nalezeny otesané kameny, zřejmě části kříže z dob Sasů. Ty signalizují, že zde bylo křesťanství ještě předtím, než svatý Paulinus přišel na sever Anglie v roce 627 aby konvertoval obyvatele Northumbrie. Svá kázání prováděl v Dewsbury a odsud byl Bradford poprvé evangelizován. Faráři z Bradfordu pak odváděli daně této farnosti.

## Vzdělání

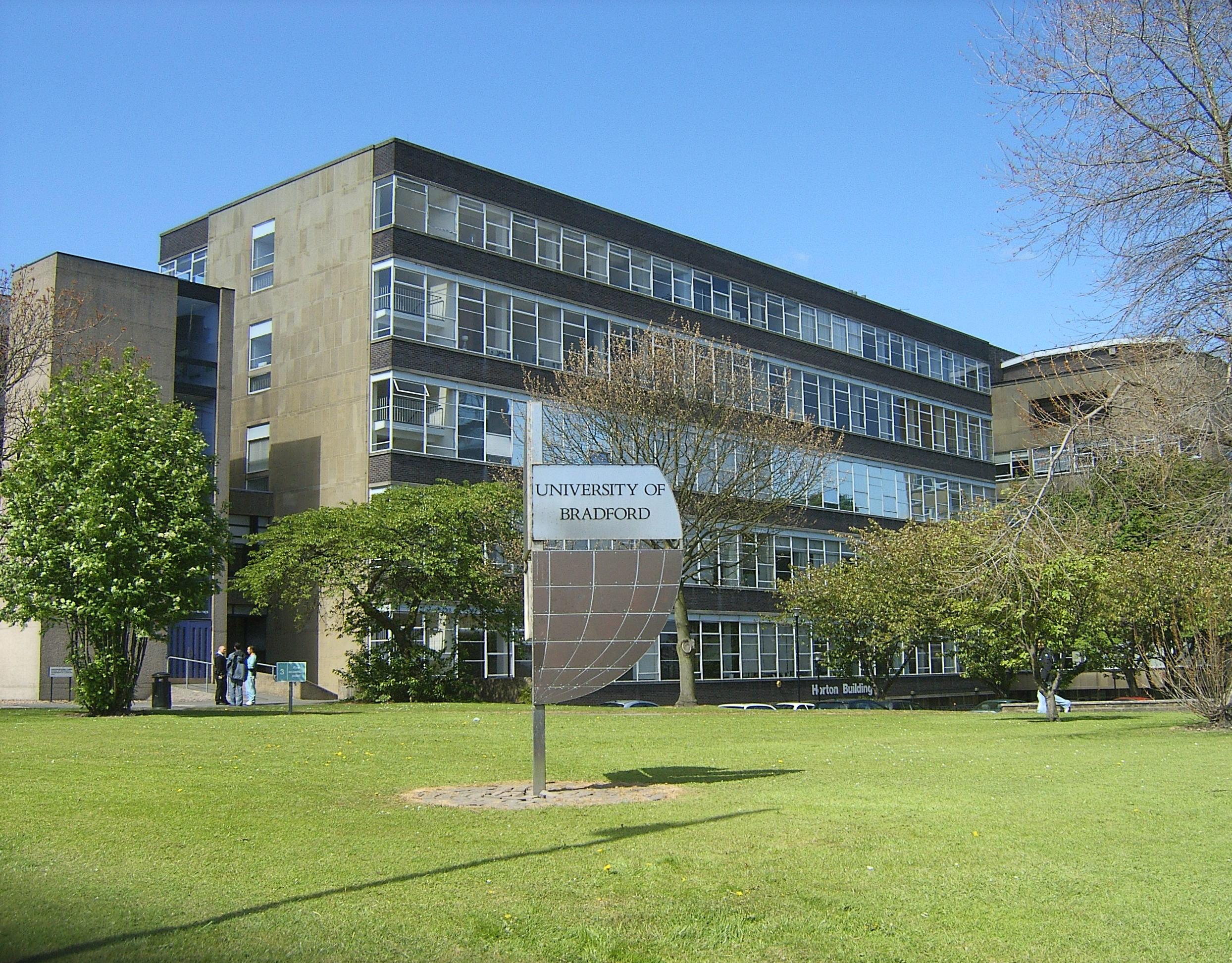
Bradfordská univerzita

Na Bradfordské univerzitě studuje více než 10 000 studentů. Královskou chartu obdržela roku 1966, ale její historie sahá až do 60. let 17. století. Byla vždy zaměřená na technické a technologické obory. V současné době se zde vyučují obory technologie a management vědy, optika, farmacie, medicína, archeologie a moderní jazyky. Oddělení Mírových studií založené roku 1973, bylo po dlouhou dobu jediným podobně zaměřeným ústavem ve Velké Británii.
University of Bradford School of Management, nacházející se poblíž Liste parku, je v současnosti na 65 místě v pořadí obchodních škol na světě.
Na Bradford College studuje v současnosti asi 26 000 studentů. Vyvinula se z technické fakulty založené v 19. století. V současnosti nabízí širokou škálu vyššího odborného vzdělání a je přidruženou fakultou Leeds Metropolitan University. V průběhu své existence převzala Uměleckou školu, jejímž nejslavnějším absolventem byl David Hockney.
Bradfordské gymnázium bylo založeno roku 1548. Dívčí gymnázium v Bradfordu existuje od roku 1875. Je zaměřeno výhradně na výuku dívek s výjimkou předškolního oddělení. Další důležitou soukromou vzdělávací institucí je Woodhouse Grove School a sídlí v Aire Valey u Apperley Bridge. Beckfoot Grammer School je uznávaná jako jedna z pěti nejlepších škol Velké Británie. Škola také vlastní oficiální certifikát technologické fakulty.

## Sport
Bradford se pyšní bohatou sportovní historií, speciálně v ragby, fotbalu a kriketu.
Bradford Bulls je jedním z nejúspěšnějších ragbyových týmů světa. Roku 2006 vyhrál světovou klubovou soutěž a sedmkrát se stal mistrem ragbyové ligy. Domovským stadiónem je Grattan Stadium na jihu města. Nejznámějšími fotbalovými kluby jsou
Bradford City AFC a Bradford Park Avenue. Především Bradford City zviditelnilo město a obyvatele, když se jim podařilo v sezoně 2012/13 probojovat do finále poháru Capital One Cup a dokázalo tak, že i slabší týmy mohou překvapit a porážet týmy s milióny na kontech. Ve finále ve Wembley sice podlehli vysoko 0:5 favorizovanému Swansea City AFC, ale svou cestou do finále vyřadili velmi zvučné týmy jako např. Wigan Athletic FC, Watford FC, Aston Villa FC, Arsenal FC. V té sezoně se jim dokonce podařilo postoupit do 3. ligy. A zakončili tak skvělou sezonu, za kterou si vysloužili pořádný respekt!
Sportovní centrum Richarda Dunna se nachází naproti přes cestu poblíž Grattan Stadium. Sportovní haly univerzit jsou v určené době přístupné pro veřejnost.

## Doprava
V minulosti byla poloha Bradfordu překážkou dopravního spojení města z okolím s výjimkou severního směru. V současnosti je však město spojeno s okolními částmi země velmi dobře.

### Silniční doprava
Bradford byl poprvé napojen na rozvíjející se silniční síť budovanou v Yorkshire roku 1734, kdy byla spojnice měst Manchesteru a Leedsu přes Halifax a Bradford. V roce 1740 bylo vybudováno spojení Selby a Halifaxu, přes Leeds a Bradford. V současnosti se Bradford nachází na několika dálkových tazích – A650 vedoucí mezi Wakefieldem a Keighley, A647 směřující na Leeds, A658 vedoucí na Harrogate a A6030 směřující na Halifax. M606, odbočka dálnice M62 spojuje Bradford s dálniční síti země.

### Autobusová a tramvajová doprava
Počátky tramvajové dopravy ve městě položila společnost Bradford Corporation, roku 1882. Zpočátku se jednalo o využití vozů tažených koňským spřežením, které byly roku 1883 nahrazeny tramvajemi s parním pohonem a ty byly vyměněny za vozy s elektrickým pohonem roku 1898.
20. června 1911 byla v Bradfordu zprovozněna první trolejbusová linka, která spojovala Listerdyke a Dudley Hill. Poslední trolejbusový spoj vyjel v Bradfordu, a v celé Velké Británii, 26. března 1972. Bradfordská trolejbusová asociace, původně zakoupila některé z těchto trolejbusů, ale později je prodala soukromým společnostem.
Nejdůležitějším autobusovým dopravcem je společnost First Bus, pobočka First Group. Některé linky vedoucí přes Manchester Road doprovází průvodce.

### Vodní doprava
Bradfordský kanál byl asi 7 km dlouhá odbočka kanálu spojujícího Leeds a Liverpool vedoucí od Shipley. Byl plánován a vybudován jako část původního kanálu mezi oběma městy pro spojení Bradfordu s vápencovými doly v severním Yorkshire, oběma průmyslovými centry a pobřežím. Byl zprovozněn roku 1774, uzavřen roku 1866, znovu otevřen roku 1871 a nakonec roku 1922 uzavřen. V současné době existují plány, související s obnovou centra města, na jeho opětovné otevření .

### Železniční doprava
Společnost Leeds and Bradford Railway otevřela první železniční stanici v dolní části Kirkgate 1. července 1864. Poskytovala spojení směrem na Leeds a odsud dále do jiných velkých měst včetně Londýna. Linka byla brzy převzata společností Midland Railway a stanice byla přestavěna roku 1850 a znovu v roce 1890. V současnosti se jedná o malé nádraží, pocházející z roku 1990 a jmenuje se Forster Square, i když se nachází nedaleko od místa kde stála původní stanice a zároveň nesousedí s Forster Square. Moderní elektrické soupravy dopravují cestující do Leedsu, Ilkey a Skiptonu. Spojení s londýnskou železniční stanicí Kings's Cross je zajišťováno čtyřikrát denně.
Železniční stanice na Drake Street otevřela společnost Lancashire and Yorkshire Railway 9. května 1850. Toto nádraží se nacházelo na lince mezi Manchesterem a Leedsem. Společnost Great Northern Railway zprovoznila třetí železniční stanici na Adolphus Street roku 1854, ale byla příliš vzdálená od centra města a tyto dvě železniční společnosti se dohodly na výstavbě společné železniční stanice na Drake Street, která nahradila původní nádraží. Jednalo se o nádraží Bradford Exchange otevřené roku 1867 a původní stanice na Adolphus Street byla používána pro nákladní dopravu. Stanice Bradford Exchange byla rekonstruována roku 1880, a roku 1973 a od roku 1983 byla přejmenována na Bradford International a zároveň bylo v její blízkosti postaveno velké autobusové stanoviště. Stanice spojuje město s Leedsem, Manchesterem a Blakpoolem.

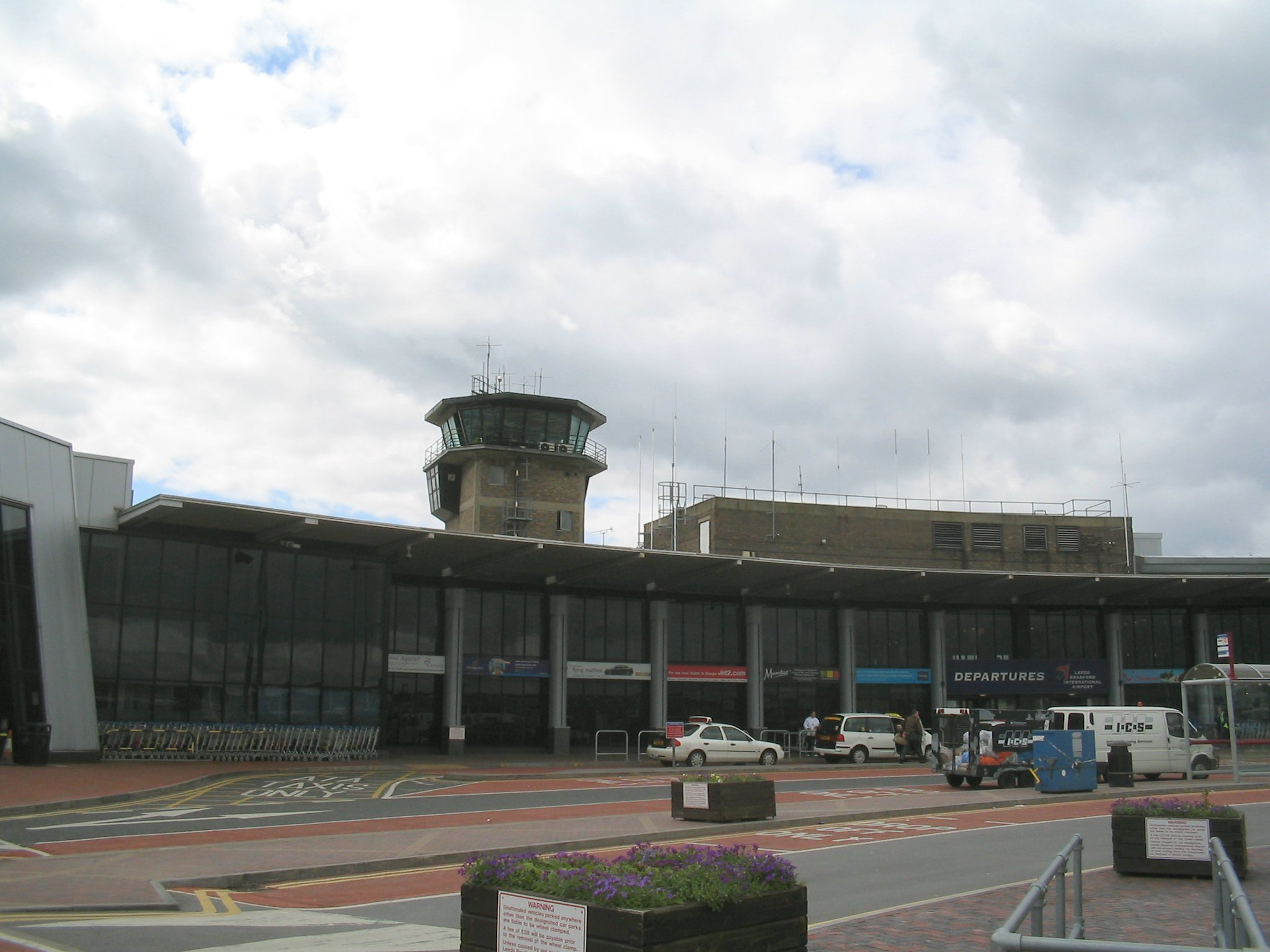
Letiště Leeds Bradford International

V období od roku 1870 postavila společnost Great Northern několik příměstských železničních tratí v okolí Bradfordu. Všechny ale byly v období 30 až 60 let 19. století uzavřeny.

### Letecká doprava
Pro leteckou dopravu je využíváno Letiště Leeds Bradford International, nacházející se asi 10 km na sever od města. Toto letiště, tehdy známé jako Yeadon Aerodrome, bylo uvedeno do provozu roku 1931 ve spolupráci Bradfordu a Leedsu. V nedávné době zde byl zaznamenám výrazný nárůst pasažérů a v říjnu 2006 letiště poskytovalo služby pro spojení do více než 70 míst. V roku 2006 odbavilo letiště asi 3 milióny cestujících. Své sídlo zde má nízkonákladová letecká společnost Jet2.com.

## Turistické atrakce
Nejznámější křesťanskou stavbou je Bradfordská katedrála, původně farní kostel Svatého Petra. Farnost ve městě se datuje od roku 1283 a kamenný kostel zde existoval od roku 1327. Bradfordská diecéze byla vytvořena z Riponské diecéze roku 1919 a od té doby se kostel stal její katedrálou. Další křesťanskou stavbou je Abundant Life Centre (dříve Abundant Life Churh) a patří evangelické církvi. Nachází se ve východní části města a ačkoli se jedná o moderní nevysokou budovu je pro svou polohu viditelný z větší části města.
Od 60. let 19. století se v Bradfordu rozrůstala muslimská komunita a také zde vznikaly mešity. Některé vznikly z původních kostelů nebo jiných budov ale několik z nich bylo postaveno speciálně jako mešity. V Bradfordu se nachází dva hinduistické chrámy – Hindu Cultural Society of Bradford v ulici Leeds Road a Hindu Temple & Community Centre v Thornton Lane. Sikhská komunita má několik svých center na Leeds Road. Další jsou například Ramgharia Gurdwara na Bolton Road a Guru Nanak Gurdwara na Wakefield Road. Židovská menšina byla významná početně v 19. století ale v současnosti se jedná o relativně malou skupinu. Z 19. století pochází reformní synagoga na Bowland Street.

## Slavní rodáci
- Frederick Delius (1862–1934), anglický hudební skladatel[8]
- Edward Victor Appleton (1892–1965), anglický fyzik, nositel Nobelovy ceny za fyziku za rok 1947[9]
- Maurice Wilson (1898–1934), anglický dobrodruh, zemřel přo pokusu zdolat vrchol Mount Everestu[10]
- David Hockney (* 1937), anglický malíř, grafik a ilustrátor[11]
- Kiki Dee (* 1947), anglická popová zpěvačka[12]
- Zayn Malik (* 1993), anglický zpěvák, bývalý člen skupiny One Direction[13]

## Partnerská města
- Skopje, Severní Makedonie, (1963)
- Roubaix, Francie, (1969)
- Verviers, Belgie, (1970)
- Mönchengladbach, Německo, (1971)
- Hamm, Německo, (1976)
- Galway, Irsko, (1987)
- Mirpur, Azád Kašmír, Pákistán, (1998)
- Varna, Bulharsko, (1992)